# Tamarack
Tamarack és una població dels Estats Units a l'estat de Minnesota. Segons el cens del 2000 tenia 59 habitants.

## Demografia
Segons el cens del 2000, Tamarack tenia 59 habitants, 30 habitatges, i 18 famílies. La densitat de població era de 6,3 habitants per km².
Dels 30 habitatges en un 23,3% hi vivien nens de menys de 18 anys, en un 43,3% hi vivien parelles casades, en un 13,3% dones solteres, i en un 40% no eren unitats familiars. En el 40% dels habitatges hi vivien persones soles el 16,7% de les quals corresponia a persones de 65 anys o més que vivien soles. El nombre mitjà de persones vivint en cada habitatge era d'1,97 i el nombre mitjà de persones que vivien en cada família era de 2,56.
Per edats la població es repartia de la següent manera: un 20,3% tenia menys de 18 anys, un 3,4% entre 18 i 24, un 22% entre 25 i 44, un 33,9% de 45 a 60 i un 20,3% 65 anys o més.
L'edat mediana era de 49 anys. Per cada 100 dones de 18 o més anys hi havia 113,6 homes.
La renda mediana per habitatge era de 20.625 $ i la renda mediana per família de 21.875 $. Els homes tenien una renda mediana de 22.083 $ mentre que les dones 7.083 $. La renda per capita de la població era de 35.197 $. Entorn del 8,7% de les famílies i el 10,6% de la població estaven per davall del llindar de pobresa.

## Poblacions properes
El següent diagrama mostra les poblacions més properes.